# D'Artagnan - Eroi comuni che fanno la storia
D'Artagnan - Eroi comuni che fanno la storia è stato un podcast italiano prodotto da Fabrizio Zanotti e Vanessa Vidano.

## Episodi
1. Cherokee – 22:54
2. Per un pugno di morti – 23:02
3. Guerriglia – 30:22
4. Ricordati di me – 24:22
5. Luna park – 25:04
6. Damnatio memoriae (parte 1) – 43:29
7. Damnatio memoriae (parte 2) – 52:56

## Autori
- Fabrizio Zanotti: voce, sound design
- Vanessa Vidano: voce

## Storia
Il podcast «D'Artagnan - Eroi comuni che fanno la storia»  racconta i fatti che si svolgono nel dicembre 1944 durante la resistenza italiana. Il podcast è incentrato sulla figura del partigiano Amos Messori, noto con il nome di battaglia D'Artagnan, che, insieme al capitano Alimiro e al battaglione Fratelli Rosselli, compie un'eroica azione di sabotaggio contro le linee di rifornimento belliche nazi-fasciste, salvando così la città di Ivrea da un bombardamento alleato.
Il podcast offre uno spaccato approfondito degli ultimi 20 mesi della seconda guerra mondiale, un periodo caratterizzato da decisioni strategiche, errori umani, egoismi e violenze che hanno causato la morte di milioni di persone. Attraverso il racconto del sabotaggio di D'Artagnan, definito da Piero Calamandrei «un eroismo di ingegneria partigiana», gli autori illuminano un atto di coraggio e speranza che ha avuto un impatto duraturo su Ivrea e sulle generazioni successive.
Il progetto è stato realizzato con il patrocinio dell'ANPI nazionale e il contributo della FIAP, con testi e ricerca storica a cura di Vanessa Vidano e musiche originali e sound design di Fabrizio Zanotti. Il podcast è stato distribuito sulle principali piattaforme di streaming.